# Зайлернский триптих
Зайлернский триптих, также известный как триптих Погребения Христа (фр. Le Triptyque Seilern, Triptyque de l'enterrement du Christ), датируемый 1410—1415 или 1420—1425 годами. Представляет собой небольшой алтарный образ в виде створчатого триптиха ((60 x 48,9 см), выполненный маслом по дереву с золочением. Обычно приписывается нидерландскому живописцу Роберу Кампену, одному из основоположников раннего Северного Возрождения. Это самый ранний из двух известных триптихов, приписываемых этому художнику, хотя изображения на внешних створках утрачены. Панели, которые следует читать слева направо, изображают три этапа Страстного цикла: Распятие, Погребение и Воскресение.
Робер Кампен был одним из основоположников искусства раннего Северного Возрождения, прославившимся и добившимся успеха при жизни благодаря тонкости живописи и новациям в использовании масляных красок, но в последующем его творчество было практически забыто. Художник был вновь открыт только в начале XX века и с тех пор считается одним из самых значительных религиозных мастеров XV века. Хотя жизнь Кампена на тот момент была относительно хорошо документирована, записей о заказе на этот триптих не сохранилось, а размер складня (60 x 48,9 см) слишком мал, чтобы служить церковным алтарём — возможно, триптих предназначался для домашнего использования.
Название произведения возникло по фамилии бывшего владельца, графа Зайлерна, который завещал его Институту Курто после своей смерти в 1978 году. Ныне триптих хранится в Галерее Курто в Лондоне.

## Иконографияисимволика
На золочёном фоне произведения изображены виноградные лозы и красные ягоды смородины, символизирующие Евхаристию и кровь, пролитую Спасителем.

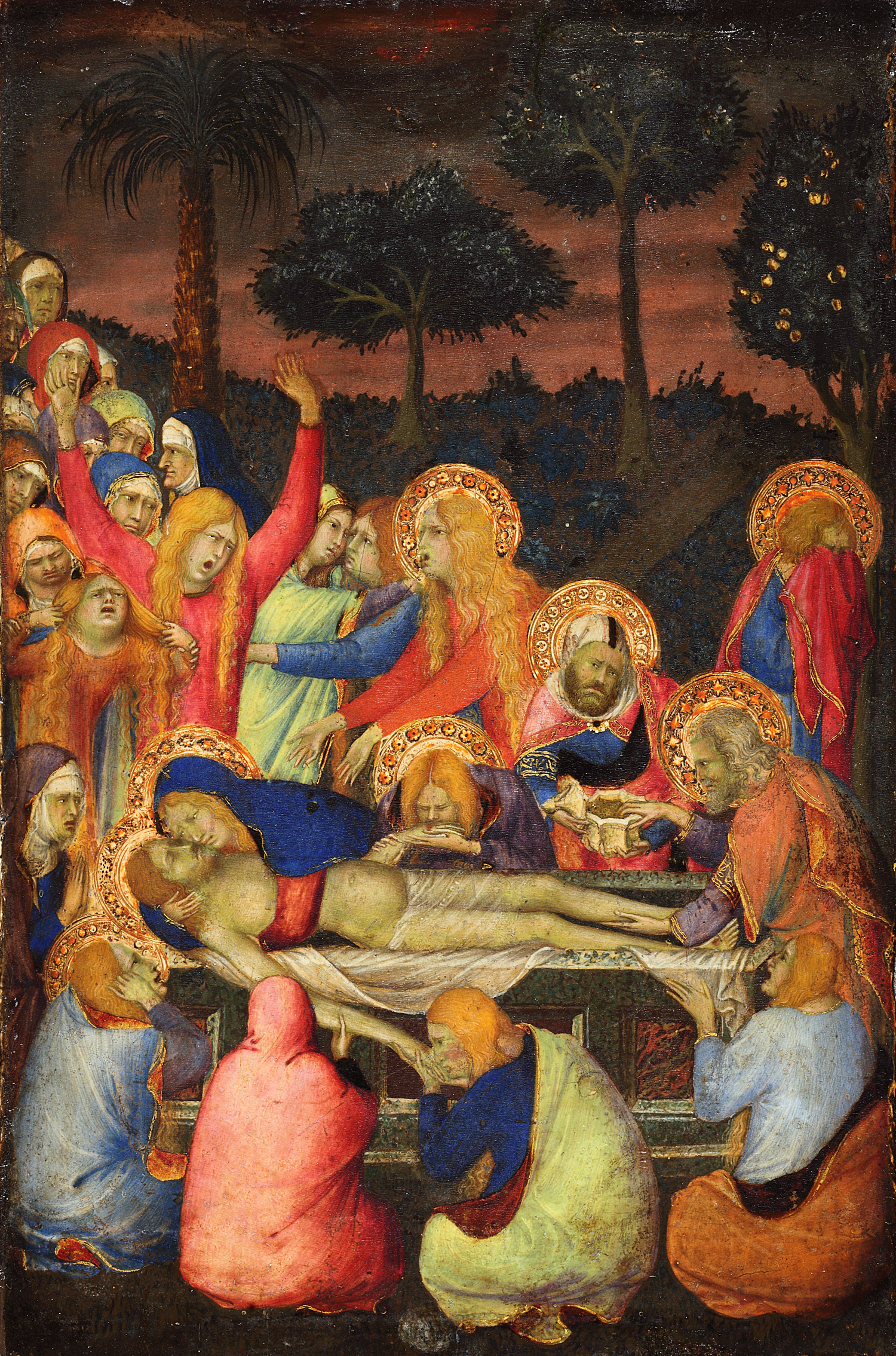
Симоне Мартини. Положение во гроб. Ок. 1334, Дерево, темпера. Берлинская картинная галерея

Центральная панель триптиха выполнена в виде двойной арки. Композицию следует читать повествовательно слева направо: Распятие, Погребение и Воскресение Христа. Каждая из панелей акцентирует определённую часть живописного пространства: левая панель фокусируется на переднем и дальнем плане, центральная — на переднем плане, а правая — на среднем плане. На панелях присутствует ряд объединяющих элементов, включая насыщенный красный цвет и присутствие собаки в каждой из кулис.
На левой панели изображена сцена Распятия, но действие происходит после Снятия с креста, о чём свидетельствует лестница, прислонённая к центральному пустому кресту. Особое внимание уделено висящим в мучениях разбойникам на левой панели: они ещё живы, привязаны верёвками к своим крестам и остаются там даже после того, как Христа спустили и положили в гробницу. Пейзаж очерчивает Голгофу. Он не отличается особой детализацией и перспективой.
Донатор на переднем плане преклоняет колени в знак благоговения, с его губ слетает свиток с текстом. Его расположение перед пустым крестом весьма необычно, но, возможно, отражает преданность донатора Истинному Кресту. На его плече накинута красная одежда — цвет, ассоциирующийся с торжествующим воскресшим Христом.
Фигуры центральной панели значительно крупнее и объемнее, чем фигуры, изображённые на створках. Хотя центральная композиция соединена со створками непрерывной линией горизонта, масштаб и временная ориентация центральной панели существенно отличаются от таковых на створках. Масштаб значительно уменьшен, а фигуры расположены гораздо плотнее, что значительно приближает их к зрителю. Их значимость в живописном пространстве порой сравнивали с аналогичными тенденциями в скульптуре, особенно в творчестве Клауса Слютера.
Художник изобразил тело Христа как бы приподнятым на саване над верхней плитой саркофага. Таким образом, гробница, по словам историка искусства Ширли Блум, становится «алтарём, хранящим Тело и Кровь мёртвого Христа». По словам Барбары Лейн, она становится «одновременно священнослужителем и жертвой постоянно повторяющейся мессы».
Скорбящие расположены вокруг гробницы полукругом. Среди них Мария, Иосиф Аримафейский (с каштановой бородой, одетый в бледные, желтоватые одежды, и Никодим. Перед гробницей, на переднем плане, изображены Святой Иоанн, поддерживающий Деву Марию, женщина в голубом платье, держащая покрывало с ликом Христа, вероятно, святая Вероника, а Мария Магдалина, символизируя ритуал помазания, натирает маслом ноги Христа.
Два парящих ангела несут орудия Страстей, включая губку, гвозди и терновый венец, символизируя Распятие. Центральную панель иногда сравнивают с итальянскими аналогами, особенно с картиной Симоне Мартини «Положение во гроб» (ок. 1334), которую, поскольку она была доставлена в Дижон, Робер Кампен, возможно, видел своими глазами.
На правой панели изображено Воскресение Иисуса. Спаситель стоит на гробнице, открытой ангелом, и держит символ Святого Креста, поднимая руки в благословляющем жесте. На переднем плане, у подножия гробницы, изображены два воина, посланных Пилатом, чтобы защитить гробницу и предотвратить кражу тела.

## Детали триптиха

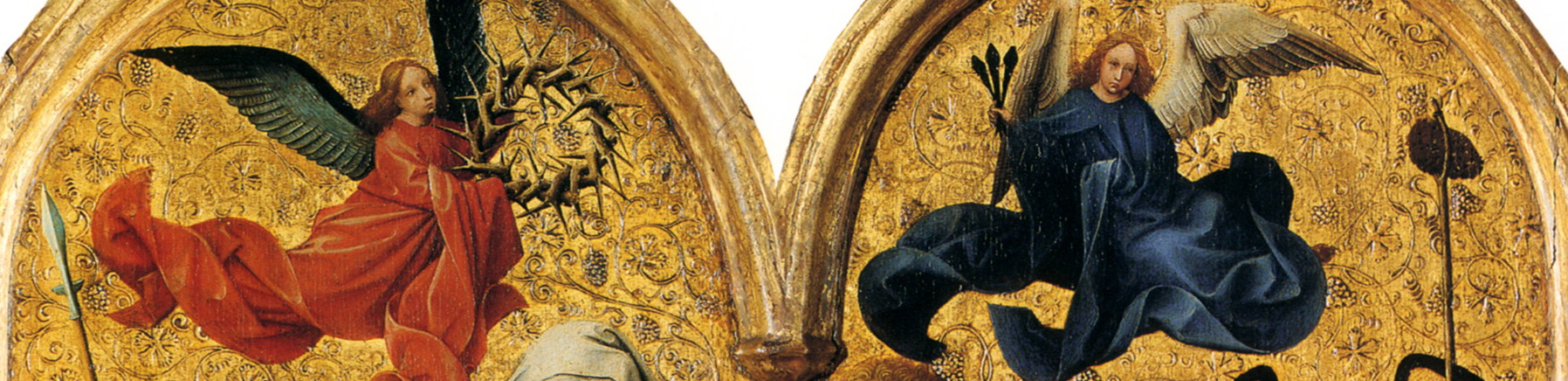
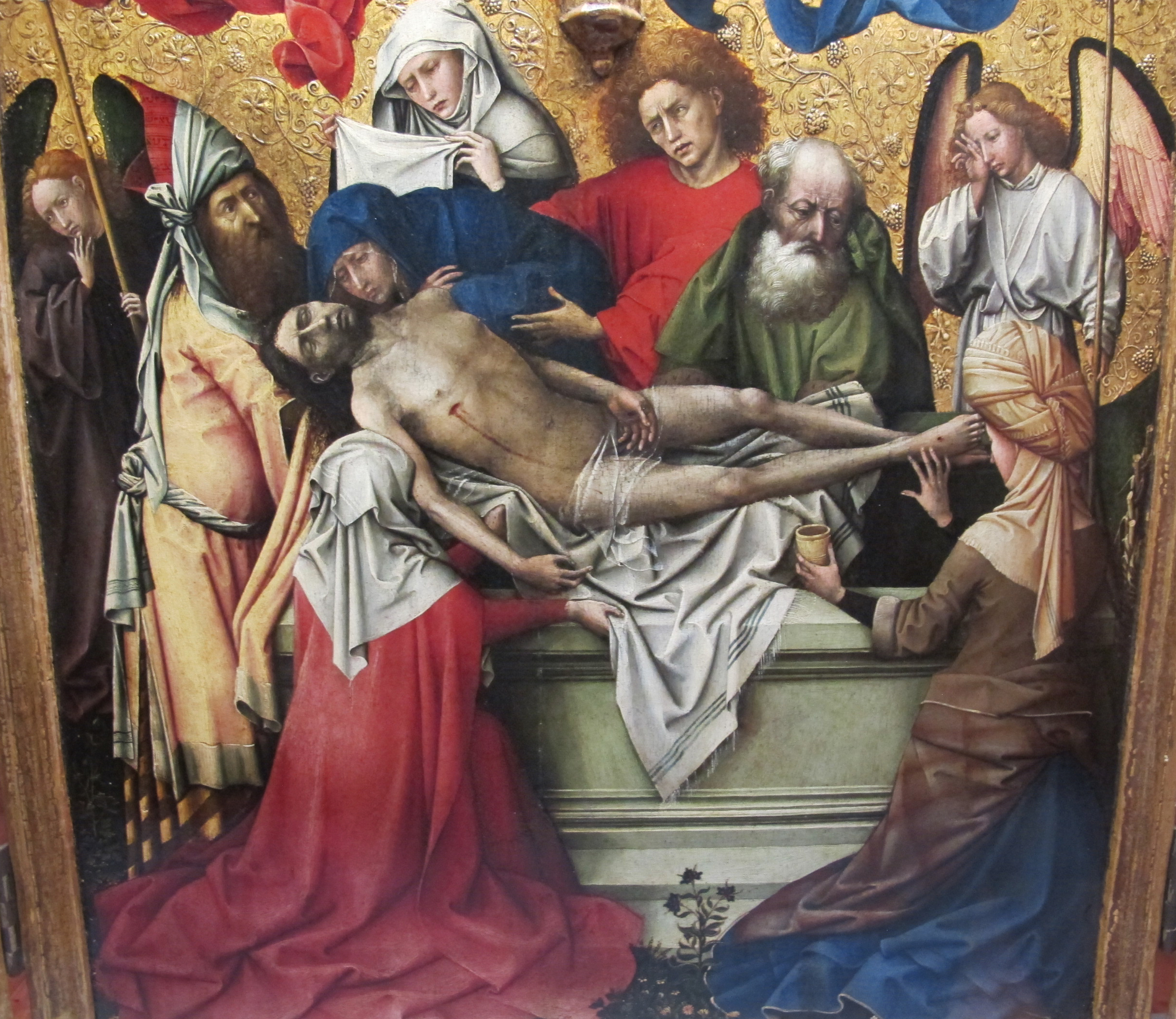
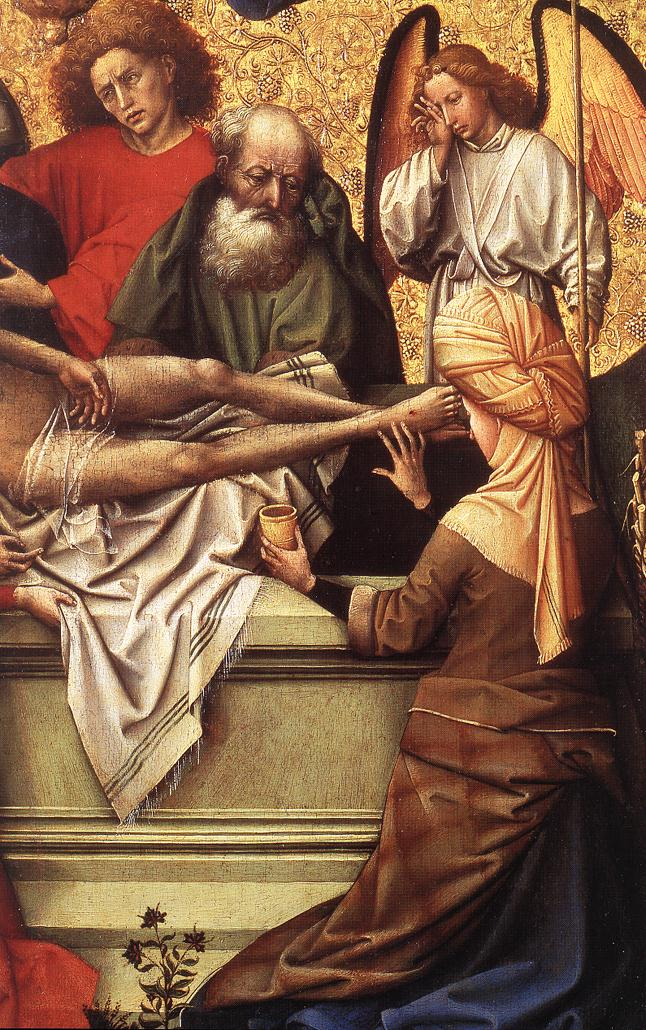
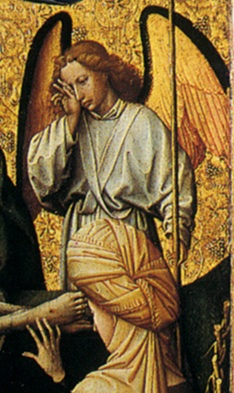